# Gennadij Garagulja
Gennadij Nikolaevič Garagulja (in russo Геннадий Николаевич Гарагуля?; Leningrado, 27 gennaio 1981) è un allenatore di calcio a 5 ed ex giocatore di calcio a 5 russo.

## Carriera
Nonostante la comprovata affidabilità, Garagulja è stato limitato per buona parte della sua carriera dalla concorrenza di Zuev, tanto da venir soprannominato "l'eterno secondo" di quest'ultimo, sia nel VIZ-Sinara che nella nazionale russa. Con la Russia ha preso parte a due campionati europei, venendo convocato in entrambi i casi come alternativa al collega siberiano.

## Palmarès

### Competizioni nazionali
- Campionato russo: 3
Dinamo Mosca: 2010-11, 2011-12, 2012-13
- Coppa di Russia: 3
VIZ-Sinara: 2006-07
Dinamo Mosca: 2011-12, 2012-13

### Competizioni internazionali
- Coppa UEFA: 1
VIZ-Sinara: 2007-08
- Coppa Intercontinentale: 1
Dinamo Mosca: 2013